# Eléanor de Roucy de Roye
Eléanor (sau Éléonore) de Roucy, prințesă de Condé (24 februarie 1535 – 23 iulie 1564) a fost fiica cea mare și moștenitoarea lui Charles de Roye, conte de Roucy. Mama ei, Madeleine de Mailly, a fost fiica Louisei de Montmorency și sora vitregă a amiralului Gaspard II de Coligny, a cardinalului Odet de Coligny și a lui François de Coligny d'Andelot, unul din liderii protestanților francezi din timpul Războiului Religiilor. Eléanor a fost prima soție a lui Ludovic I de Bourbon, prinț de Condé și deci cumnata lui Antoine de Navara și mătușa regelui Henric al IV-lea al Franței.
Eléanor a moștenit comitatul Roucy de la tatăl ei și conducerea Conti de la mama ei. La 22 iunie 1551, la 16 ani, s-a căsătorit cu Ludovic I de Bourbon, prinț de Condé. Ei au avut opt copii, dintre care numai doi, Henri și François, au avut descendenți.
- Henric I de Bourbon, prinț de Condé
- Marguerite de Bourbon (n. 1556)
- Charles de Bourbon (n. 1557)
- François de Bourbon, prinț de Conti (n. 1558)
- Charles de Bourbon, Cardinal, Arhiepiscop de Rouen (n. 1562)
- Louis de Bourbon (n. 1562)
- Madeleine de Bourbon (n. 1563)
- Catherine de Bourbon (n. 1564)

În timpul Războiului Religiilor, în special între 1560 și 1563, Eléanor și mama ei  s-au angajat în importante activități politice în susținerea soțului ei, Prințul de Condé. De două ori în timp ce Condé a fost luat prizonier de familia ultra-catolică Guise, soția și soacra sa au întărit sistematic alianțele cu prinții protestanți germani și cu regina Elisabeta I a Angliei. Înarmată cu această susținere, Eléanor a negociat direct și prin scrisori cu regenta Caterina de Medici; rezultatul a fost Pacea de la Amboise și eliberarea soțului ei.
Eleonore a fost o soție loaială, o mamă devotată, și, mai presus de toate, o credincioasă ferventă reformată. A murit la 23 iulie 1564, orele ei finale petrecându-le cu sfaturi iubitoare pentru familia ei, precum și în rugăciuni și meditații.
1. 1 2 3  Autoritatea BnF, accesat în 10 octombrie 2015
2. 1 2  The Peerage